# 대구국제학교
대구국제학교(大邱國際學校, Daegu International School)는 대구광역시 동구에 위치한 외국인 유, 초, 중, 고등 교육학교이다.

## 연혁
- 2009년 5월 19일 - 대구국제학교 설립·운영 협약체결[1], 대구 동구 봉무동 건립현장 기공식
- 2010년 8월 23일 : 개교

리 아카데미
1845년 설립된 미국의 전통 사립학교다. 2007년 ~ 2009년 졸업생의 95% 이상을 대학에 합격시켰고 2007년 수학 성적은 메인주 동부지역 고등학교 가운데 1등이었다.